# Tuliszów
Tuliszów – wieś w Polsce położona w województwie śląskim, w powiecie będzińskim, w gminie Siewierz.
W latach 1975–1998 miejscowość administracyjnie należała do województwa katowickiego.
W okresie międzywojennym Tuliszów należał do gminy Wojkowice Kościelne. Po II wojnie światowej przechodziły kolejno pod administrację gminy Wojkowice Kościelne (1945-1949), gminy Ząbkowice (1950-1954), gromady Wojkowice Kościelne (1954–72), gminy Wojkowice Kościelne (1973-1975), miasta Ząbkowice (1975-1977) i wreszcie gminy Siewierz od 1 lutego 1977